# Усть-Усинский район
Усть-Усинский райо́н — район, существовавший в составе Северного края и Коми АССР СССР.
Усинский район с центром в селе Усть-Уса был образован в марте 1932 года в составе автономной Коми (Зырянской) области Северного края. Район располагался в бассейне реки Уса.
В 1936 году Усть-Усинский район Автономной области коми (зырян) вошёл в состав Печорского округа.
После принятия 5 декабря 1936 года VIII чрезвычайным съездом Советов СССР Конституции СССР, в соответствии со статьёй 22 Конституции Северный край был упразднён, а Усть-Усинский район вошёл в состав Коми АССР.
11 марта 1941 года, за счёт разукрупнения Усть-Усинского района, был образован Кожвинский район.
9 октября 1941 года Печорский округ был ликвидирован, а Усть-Усинский район районы перешёл в непосредственное подчинение Коми АССР.
В начале 1942 года, в глубоком тылу, на реке Уса вспыхнуло первое вооружённое восстание заключённых ГУЛага, слух о котором прокатился по всем лагерям Коми АССР.
В 1959 году Усть-Усинский район был упразднён, его территория отошла к Кожвинскому району, переименованному в Печорский.
В 1975 году Мутноматерикский, Усть-Лыжинский, Усть-Усинский, Щельябожский и Колвинский сельсоветы, поссовет Пармы и рабочие посёлки нефтяников Печорского района вошли в состав Усинского района.